# Coruña del Conde
Coruña del Conde egy falu Nyugat-Kasztíliában, ma Kasztília és León autonóm közösségben, Spanyolországban.  A Soria felől érkező Duero folyó Arandilla folyó szeli át.

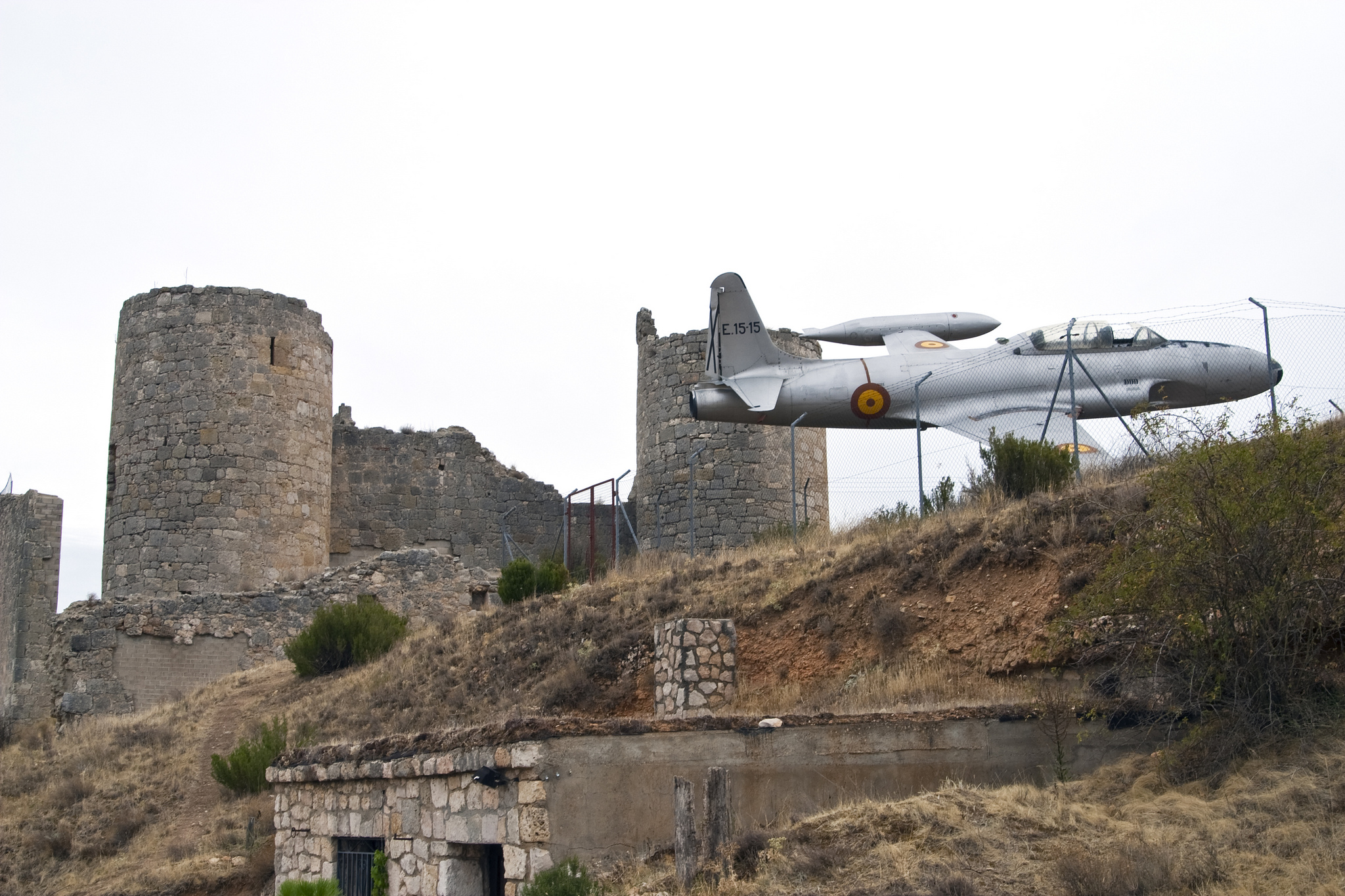
Coruña del Conde kastélya és Diego Marín Aguilera repülő úttörő emlékére állított repülő

A területen a római időkben a Colonia Clunia Sulpicia, Tarraconensis provincia egyik fő jogi (conventus iuridicum) központja volt, ez 2 km távolságra van a mai faluközponttól. Clunia legismertebb vezetője Galba volt.

## Elhelyezkedés
Coruña del Conde, a ma kis település Zaragozától nyugatra található. Innen elindulva Soriánál átlépve a Duero folyót az N234-es úton lehet elérni. közel van az 5-ös úthoz, ami Madridba vezet.

## Látnivalók
A régi város területének köveit gyakran használták a környék épületeihez, mint például Peñaranda de Duero kastélyai. A település egy muszlim, később kasztíliaivá formált kastélyt, egy román kori kápolnát és a kastély mellett Diego Marín Aguilera repülő úttörő emlékére elhelyezett repülőt is tartalmaz.

## Coruña del Conde híres emberei
- Diego Marín Aguilera (1757–1799) - repülő úttörő

## Népesség
A település lakosságának változását az alábbi diagram mutatja:
| Lakosok száma | 167  | 163  | 162  | 138  | 132  | 126  | 119  | 109  | 105  | 100  |
|               | 2001 | 2004 | 2006 | 2009 | 2011 | 2014 | 2016 | 2019 | 2021 | 2024 |